# Patrick Harris
Patrick Burnet Harris (* 30. September 1934; † 26. Dezember 2020) war ein britischer anglikanischer Theologe. Er war von 1988 bis 1999 Bischof von Southwell in der Church of England.

## Biografie
Harris wurde als Sohn von Edward Harris und dessen Ehefrau Astrid Kendall geboren. Er besuchte die St Albans School in der Grafschaft Hertfordshire und studierte am Keble College der Universität Oxford. Dort schloss er als Master of Arts [Master of Arts (Oxbridge and Dublin)] ab. 1960 wurde er zum Diakon geweiht; 1961 erfolgte seine Priesterweihe. Seine Priesterlaufbahn begann er als Vikar (Curate) an der St Ebbes’ Church in Oxford. Danach ging er als Missionspriester nach Südamerika. Von 1969 bis 1973 war er Archidiakon (Archdeacon) der Provinz Salta im Nordwesten von Argentinien. Im Mai 1973 wurde er zum Bischof geweiht. 1973 wurde er „Bishop of Northern Argentina“  in der Anglican Church of the Southern Cone of America. 1980 kehrte er nach Großbritannien zurück. Er war zunächst Pfarrer (Rector) von Kirkheaton. Anschließend war er bis 1988 Sekretär (Secretary) der Partnership for World Mission der Church of England. 1988 wurde er, als Nachfolger von Michael Whinney, Bischof von Southwell in der Church of England. 1999 ging er in den Ruhestand. Sein Nachfolger als Bischof von Southwell wurde George Henry Cassidy. In seinem Ruhestand wirkte er von 1999 bis 2005 als Ehrenamtlicher Hilfsbischof (Honorary Assistant Bishop) in der Diözese von Lincoln. Ab 2005 war er Ehrenamtlicher Hilfsbischof (Honorary Assistant Bishop) in der Diözese von Gloucester. Außerdem übte er ab 1999 das Amt eines Ehrenamtlichen Hilfsbischofs in der  Diözese in Europa (Diocese in Europe) aus.
Harris nahm als Bischof auch Stellung zur Frage der Homosexualität. Er war Mitglied des von Bischof Richard Harries, dem Bischof von Oxford, geleiteten Komitees der Church of England für Fragen der Homosexualität. Er betonte den Vorrang der heterosexuellen Ehe im Schöpfungsplan Gottes, vertrat jedoch gleichzeitig den Standpunkt, dass die Church of England Homophobie und Diskriminierungen verurteile. Er sprach sich gegen eine Senkung des Alters für die Straffreiheit einvernehmlicher homosexueller Handlungen von 18 Jahren auf 16 Jahre aus.
Harris heiratete 1968 seine Ehefrau Valerie Pilbrow, die er während seines Vikariats in Oxford kennengelernt hatte. Seine Ehefrau ist ausgebildete Gemeindehelferin (Parish worker). Aus der Ehe gingen drei Kinder hervor, zwei Söhne und eine Tochter.

## Mitgliedschaft im House of Lords
Harris gehörte in seiner Eigenschaft als Bischof von Southwell und Nottingham von August 1995 bis zu seinem Ruhestand im April 1999 als Bischof von Southwell als Geistlicher Lord dem House of Lords an. Im Juli 1998 stimmte er im House of Lords gegen die Crime and Disorder Bill, die eine Absenkung des Mindestalters für einvernehmlichen Geschlechtsverkehr unter Homosexuellen vorsah.